# 学習院輔仁会雑誌
『学習院輔仁会雑誌』（がくしゅういんほじんかいざっし）とは、学習院の学生組織である学習院輔仁会（1889年開設）が発行する校友誌、機関誌 である。1890年6月に創刊。現在では、学習院大学、学習院女子大学に在籍する有志により結成された、学習院大学の学生団体「輔仁会雑誌編集委員会」により編集されている。
20世紀初頭には、のちに白樺派と呼ばれる、志賀直哉たちの交流の中心となった。1940年代には、のちに作家三島由紀夫となる平岡公威が、作品を寄せていたことで知られている。